# Johann Ludwig Formey

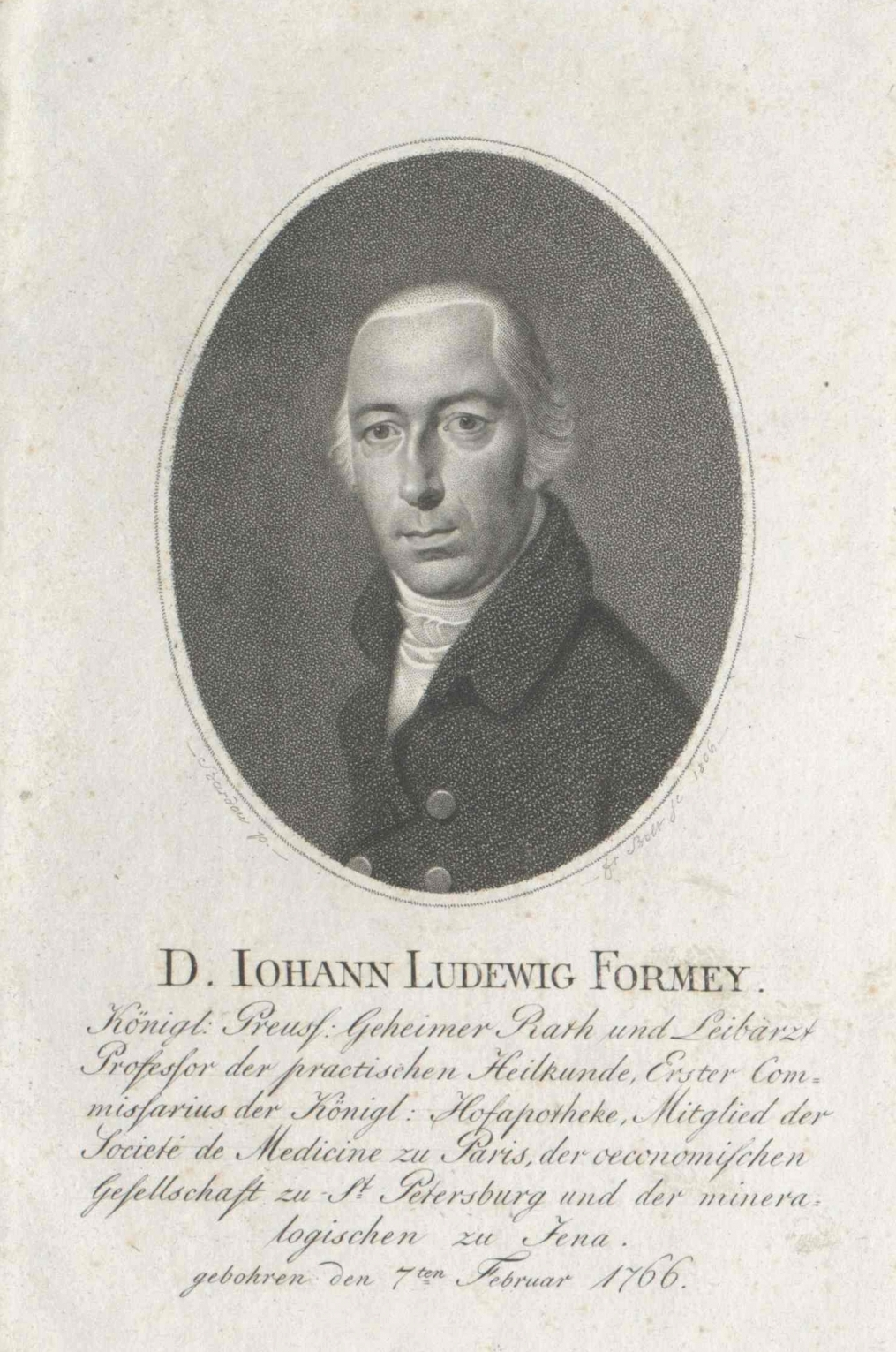
Johann Ludwig Formey, Stich von Johann Friedrich Bolt (1806)

Johann Ludwig Formey (* 7. Februar 1766 in Berlin; † 23. Juni 1823) war ein deutscher Mediziner.

## Leben
Sein Vater war der Sekretär der Berliner Akademie der Wissenschaften Jean Henri Samuel Formey.
Er wurde zunächst zu Hause von seinem Vater unterrichtet und kam dann auf das französische Gymnasium. Schon früh wollte er Arzt werden. Er studierte in Halle und Göttingen Medizin und wurde 1788 in Halle promoviert. Er unternahm dann eine Bildungsreise. In Straßburg studierte er bei Spielmann, Lauth und Herrmann. Mit Hilfe von Empfehlungsschreiben aus Straßburg konnte er in Paris studieren. Er traf dort unter anderem Christian Gottlieb Selle und Legationsrat Ancillon. Er war dort als die Französische Revolution ausbrach, besuchte einige Versammlungen und wollte die Stadt im Oktober 1789 verlassen, wurde aber verhaftet. Es gelang Jean-Sylvain Bailly, ihn aus dem Gefängnis holen. 14 Tage später gelang ihm als Diener verkleidet die Flucht mit einer Gruppe von Preußen. Der Stallmeister Bolny war vom Pferdekauf aus Marokko kommend auf dem Weg in die Schweiz. Formey besuchte dort zunächst die Universität Zürich, später auch Genf. Über München und Regensburg reiste er nun nach Wien. Als es zwischen Preußen und Österreich zu Spannungen kam, musste er aber das Land verlassen. Die Staaten konnten den Krieg mit der Reichenbacher Konvention verhindern. Auf seinen Rückweg überbrachte er Dokumente von dem preußischen Botschafter in Wien von Jacobi. Er wurde Militärarzt und kam als Assistent zum Generalstabsmediziener Riemer. Er besuchte die Feldlazarette in Glogau, Glatz und Schweidnitz, aber der Krieg mit Österreich fand nicht statt. 1791 wurde er dann Oberstabsmedicus der Armee. Er nahm 1794 an dem Feldzug der preußischen Truppen gegen den Kościuszko-Aufstand in Polen teil. Er war mit dem Generalchirurgen Christian Ludwig Mursinna Direktor der Lazarette. Er kehrte wegen einer schweren Erkrankung aber bald nach Berlin zurück. Er hatte sich einen guten Ruf erworben und so wurde er 1796 zum Leibarzt des Königs Friedrich Wilhelm II. nach Potsdam berufen. Nach dem Tod des Königs kehrte er nach Berlin zurück. 1798 wurde er zum Professor am Collegium medico-chirurgicum ernannt. Im gleichen Jahr untersuchten Formey, Heim und Brehmer auf Befehl des Königs die desolaten Zustände in der Charité. Nach der Auflösung dieses Institutes wurde Formey 1809 Professor an der medizinisch-chirurgischen Akademie in Berlin. 1804 wurde er zum Nachfolger von Riemer als Generalstabsmediziner, aber schon im Jahr 1805 trat er von der Stelle zurück, da der Einfluss des Generalchirurgen Görcke Änderungen verhinderte.
1806 rief ihn Louis Bonaparte nach Paris, wo er sechs Wochen blieb. Auch andere Prominente der Zeit nutzen die Gelegenheit, ihn zu konsultieren. Der Ausbruch des Vierten Koalitionskriegs machte einen Rückweg über die Schweiz notwendig. 1817 wurde ihm die Stelle eines vortragenden Rates in der Medizinischen Abteilung des Ministeriums des Innern übertragen.
Nach langer schwerer Krankheit erlag Formey einer Unterleibserkrankung.
Johann Ludwig Formey war Mitglied der Société de médecine de Paris, der Mineralogischen Gesellschaft zu Jena und der Ökonomischen Gesellschaft zu St. Petersburg. Er war Träger des Roten Adlerordens 3. Klasse, des russischen St. Annen-Ordens 2. Klasse und des Ritterkreuzes der Ehrenlegion.

## Familie
Formey war zweimal verheiratet, unter anderem mit Marianne, geborene Krüger, geschiedene Theremin.

## Schriften (Auswahl)
- Versuch einer medicinischen Topographie von Berlin. 1796, Digitalisat
- Medicinische Ephemeriden von Berlin. 4 Hefte, 1799/1800.
- Über den gegenwärtigen Zustand der Medicin in Hinsicht auf die Bildung zukünftiger Aerzte, Digitalisat
- Wassersucht der Hirnhöhlen. 1810.
- A. W. Iffland’s Krankheitsgeschichte, 1814, Digitalisat
- Bemerkungen über den Kropf, 1821, Digitalisat
- Versuch einer Würdigung des Pulses, 1823, Digitalisat